# Almorox (kommunhuvudort)
Almorox är en kommunhuvudort i Spanien. Den ligger i provinsen Toledo och regionen Kastilien-La Mancha, i den centrala delen av landet, 60 km väster om huvudstaden Madrid. Almorox ligger 539 meter över havet och antalet invånare är 2 319.
Terrängen runt Almorox är kuperad åt nordväst, men åt sydost är den platt.Runt Almorox är det ganska glesbefolkat, med 27 invånare per kvadratkilometer. Närmaste större samhälle är San Martín de Valdeiglesias, 14,2 km norr om Almorox. Trakten runt Almorox består till största delen av jordbruksmark.